# Dick’s Picks Volume 14
Dick’s Picks Volume 14 ist ein Live-Vierfachalbum der Band Grateful Dead.

## Geschichte
Die Songs des Albums wurden am 30. November und am 2. Dezember 1973 in der Boston Music Hall in Boston, Massachusetts aufgenommen und im Juni 1999 mit dem eigenen Label Grateful Dead Records veröffentlicht.
Grateful Dead trat 14 mal in der Boston Music Hall auf, davon dreimal alleine im Jahr 1973. Diese drei Konzerte fanden direkt hintereinander vom 30. November bis zum 2. Dezember statt, wovon zwei Shows für das Album verwendet wurden.
Kurz zuvor erschien das Studioalbum Wake of the Flood, von dem mit Mississippi Half-Step Uptown Toodleloo, Stella Blue, Here Comes Sunshine, Eyes of the World und Weather Report Suite mehrere Songs verwendet wurden. Der Song Dark Star Jam wurde zuletzt am 5. Dezember 1971 gespielt. Vom nachfolgenden Studioalbum Grateful Dead from the Mars Hotel (1974) befand sich noch kein Song auf der Setlist.
Statt das diesmal ein komplettes Konzert verwendet wurde, wurden verschiedene Songs der beiden Abende ausgesucht und zusammengestellt, so dass Songs beider Abende abwechselnd zu hören sind, aber auch Songs des gleichen Abends hintereinander verwendet wurden. Dabei stammen 13 Songs vom 30. November und 14 vom 2. Dezember.
Donna Godchaux trat beim Konzert bedingt durch ihre Schwangerschaft nicht mit auf. Im Gegensatz zu Dick’s Picks Volume 1 wird sie jedoch nicht in den Credits (als giving birth) geführt.
Der Name Dick’s Pick stammt vom offiziellen Aufnahmearchivist der Band Dick Latvala, der die Serie startete und die Songs dazu bis zu seinem Tod 1999 auswählte. Dick’s Picks Volume 14 war das letzte Album, welches zu seinen Lebzeiten erschien. Ab Dick’s Picks Volume 17 wurde die Serie von David Lemieux fortgeführt.

Wie die bisherigen Alben der Dick’s Pick-Serie ist auch dieses mit einer Caveat-emptor-Warnung versehen:

„This release was digitally mastered directly from the original half track 7.5 ips analog tape. It is a snapshot of history, not a modern professional recording, and may therefore exhibit some minor technical anomalies and the unavoidable effects of the ravages of time.“

## Kritik
Im Allgemeinen wurde Dick’s Picks Volume 12 durchschnittlich bewertet. Von All Music Guide erhielt das Album 3 und von The Music Box 4 von 5 Sternen.

## Trackliste

### CD 1
1. Morning Dew (Bonnie Dobson, Tim Rose) – 14:29
2. Mexicali Blues (Barlow, Weir) – 3:46
3. Dire Wolf (Garcia, Hunter) – 5:09
4. Black-Throated Wind (Barlow, Weir) – 7:01
5. Don't Ease Me In (traditionelles Lied) – 4:44
6. Big River (Johnny Cash)  – 5:30
7. They Love Each Other (Garcia, Hunter) – 6:01
8. Playing in the Band (Hart, Hunter, Weir) – 23:18

### CD 2
1. Here Comes Sunshine (Garcia, Hunter) – 11:54
2. Weather Report Suite (Anderson, Barlow, Weir) – 14:44
3. Dark Star Jam (Grateful Dead, Hunter) – 9:18
4. Eyes of the World (Garcia, Hunter) – 19:26
5. Sugar Magnolia (Hunter, Weir) – 10:16

### CD 3
1. Cold Rain and Snow (traditionelles Lied) – 7:21
2. Beat It on Down the Line (Jesse Fuller) – 3:40
3. Brown-Eyed Woman/The Merry-Go-Round Broke Down/Beer Barrel Polka (Lew Brown, David Franklin, Cliff Friend, Garcia, Hunter, Wladimir Timm, Jaromír Vejvoda, Vaclav Zeman) – 7:48
4. Jack Straw (Hunter, Weir) – 5:21
5. Ramble on Rose (Garcia, Hunter) – 8:04
6. Weather Report Suite (Anderson, Barlow, Weir) – 15:54
7. Wharf Rat (Garcia, Hunter) – 10:38
8. Mississippi Half-Step Uptown Toodleloo (Garcia, Hunter) – 8:03

### CD 4
1. Playing in the Band (Hart, Hunter, Weir) – 12:09
2. Jam (Grateful Dead) – 15:39
3. He's Gone (Garcia, Hunter) – 10:27
4. Truckin'  (Garcia, Hunter, Lesh, Weir) – 13:34
5. Stella Blue (Garcia, Hunter) – 10:15
6. Morning Dew (Dobson, Rose) – 14:31